# Казанлъчани
Това е списък на известни личности, свързани с град Казанлък.

## Родени в Казанлък
- Антон Шипков (1868–1913), революционер
- Васил Бойдев (1893-1983), генерал-лейтенант
- Владимир Коев (р. 1979), колоездач
- Борис Михайлов (1868–1921), художник
- Генчо Пирьов (1901–2001), педагог
- Георги Баев (1878 – 1923), лекар
- Димитро Папазоглу (1828-1902), розотърговец
- Дечко Узунов (1899–1986), художник
- Дончо Папазоглу (?), създател на първата фабрика за розово масло в България
- Екатерина Златарева (1868-1927), артистка
- Емануил Манолов (1860–1902), композитор
- Иван Адженов (1834–1903), революционер
- Иван Вълков (1875–1962), офицер и политик
- Иван Милев (1897–1927), художник
- Иван Найденов (1834-1910), публицист
- Иван Хаджиенов (1843–1923), предприемач
- Йордан Върбанов (р. 1980), футболист
- Лалю Недев (1885-1930), бивш кмет на Бургас
- Любомир Кабакчиев (1925–1986), актьор
- Любомир Николов – Нарви (р. 1950), писател
- Ненко Балкански (1907–1977), художник
- Никола Георгиев (р. 1937), литературен критик
- Петко Стайнов (1890–1972), юрист и общественик
- Петко Стайнов (1896–1977), композитор
- Петко Ст. Петков (р. 1963), историк и общественик
- Петя Пендарева (р. 1971), лекоатлетка
- Роман Кисьов (р. 1962), поет и художник
- Росен Кавръков (р. 1975), художник
- Светла Иванова (р. 1977), певица
- Стефан Гевгалов (1882-1956), просветен деец, бивш кмет на Пловдив
- Стефан Попов (1846–1920), актьор и режисьор
- Теодосий Теодосиев (р. 1948), учител
- Тодор Янчев (р. 1976), футболист
- Христо Баев (1883 - ?), деец на ВМОРО, участник в Илинденско-Преображенското въстание в 1903 година с четата на Иван Варналиев[1]
- Христо Янев (р. 1979), футболист

## Починали в Казанлък
- Филип Велев (1818–1883), просветен деец
- Иван Радев (1932–2014), художник

## Други личности, свързани с Казанлък
- Боню Ангелов (1915–1989), филолог, учи в Казанлък през 1929-1934
- Димитър Влахов (1878–1953), македонски политик, учител в Казанлък в началото на 20 век
- Мише Развигоров (1873–1907), революционер, завършил Педагогическото училище
- Неофит Рилски (1790–1881), просветител, учител в града в началото на 19 век
- Кръстьо Кръстев (1866–1919), литературен критик и писател, директор на Педагогическото училище от 1888 до 1890
- Антон Страшимиров (1872–1937), писател, учител в Педагогическото училище през 1899-1900
- Чудомир (1890–1967), писател, учител, председател на читалище Искра и директор на Историко-етнографския музей от 1920 до 1967
- Стефан Аврамов (1862-1906), калоферец, педагог, учител (1883-1888) и и.д. директор (1888) на Педагогическото училище в Казанлък, предводител на Втора казанлъшка доброволческа дружина през време на Сръбско-българската война (1885)